# Sandro Aguilar

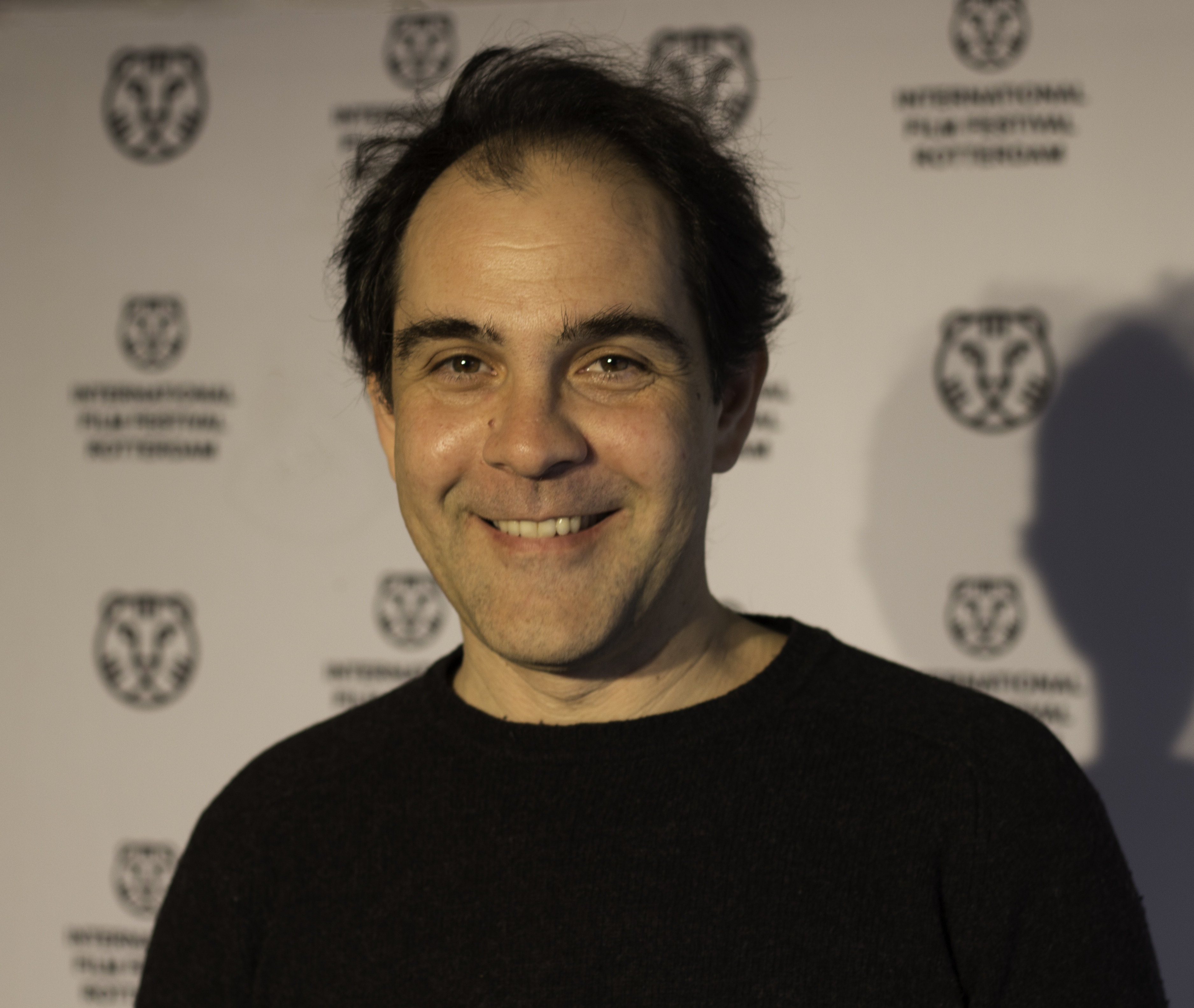
Sandro Aguilar, 2020

Sandro Carlo Cortez Viana de Aguilar (* 14. Mai 1973 in Luanda, Angola) ist ein portugiesischer Filmproduzent, Filmregisseur und Filmeditor.

## Werdegang
Nach Abschluss der Lissaboner Filmhochschule (ESTC – Escola Superior de Teatro e Cinema) gründete er Anfang 1998 die Filmproduktionsfirma O Som e a Fúria ("Der Ton und der Zorn"), die seit 2003 auch als Verleih für ihre Produktionen auftritt. Sie wurde zu einem wichtigen Faktor für den portugiesischen Kurzfilm, produzierte aber auch Langfilme wie den Überraschungserfolg "Aquele Querido Mês de Agosto" ("Jener geliebte Monat August", 2008) von Miguel Gomes.
Aguilars Hauptaugenmerk gehört dem Kurzfilm. Er drehte selbst eine Reihe Kurzfilme, bei denen er vor allem durch seine poetische Film- und Tonsprache auffiel. Seine Werke gewannen verschiedene Preise, u. a. beim Filmfestival Locarno, der Biennale Venedig, und den Curtas Vila do Conde, dem Kurzfilmfestival von Vila do Conde. Aguilar übernahm in der Folge den Filmschnitt für eine Reihe Kurzfilme, nicht nur der eigenen Produktionsfirma. Sein Kurzfilm Mercúrio gewann bei den Oberhausener Kurzfilmtagen 2011 den Hauptpreis.
Für das Jahr 2012 sind bisher zwei Veröffentlichungen von ihm als Produzenten erschienen. Neben dem prämierten Tabu – Eine Geschichte von Liebe und Schuld von Regisseur Miguel Gomes ist dies der aktuelle Film von Manoel de Oliveira, Gebo and the Shadow ("Gebo et l´ombre").

## Filmografie (Auswahl)

### Regie
- 2010: Mercúrio
- 2010: Voodoo
- 2008: A Zona
- 2007: Arquivo
- 2003: Corpo e Meio
- 2002: Remains
- 2000: Sem Movimento
- 1998: Estou Perto
- 1996: Cadáver Esquisito

### Produktion
- 1999: Entretanto (R: Miguel Gomes)
- 2002: Remains (auch Regie)
- 2003: Um Círculo Perfeito (R: Carlos Ramos)
- 2003: A Olhar Para Cima (R: João Figueiras)
- 2003: Anónimo (R: João Carrilho)
- 2003: Mercado do Bolhão (R: Renata Sancho)
- 2004: A Rapariga no Espelho (R: Pedro Fortes)
- 2004: A Cara que Mereces (R: Miguel Gomes)
- 2005: Das Mädchen mit der toten Hand (A Rapariga da Mão Morta) (R: Alberto Seixas Santos)
- 2006: Rapace (R: João Nicolau)
- 2006: Realce (R: João Carrilho)
- 2007: Primeiro Vôo (R: Nuno Bernardo)
- 2007: Arquivo (auch Regie)
- 2008: Alpha (R: Miguel Fonseca)
- 2008: A Zona (auch Regie)
- 2008: Aquele Querido Mês de Agosto (R: Miguel Gomes)
- 2009: Tony (R: Bruno Lourenço)
- 2009: Ruínas (R: Manuel Mozos)
- 2009: A Religiosa Portuguesa (R: Eugène Green)
- 2010: Voodoo (auch Regie)
- 2010: Mercúrio (auch Regie)
- 2010: A Espada e a Rosa (R: João Nicolau)
- 2010: Na Escola (R: Jorge Cramez)
- 2011: Nuvem (R: Basil da Cunha)
- 2012: Solo (R: Mariana Gaivão)
- 2012: As ondas (R: Miguel Fonseca)
- 2012: Tabu – Eine Geschichte von Liebe und Schuld (R: Miguel Gomes)
- 2012: Terra de Ninguém (R: Salomé Lamas)
- 2012: O Gebo e a Sombra (R: Manoel de Oliveira)
- 2012: O Dom das Lagrimas (R: João Nicolau)
- 2012: Sinais de Serenidade (Kurzfilm, auch Regie)
- 2012: Entrecampos (Kurzfilm, R: João Rosas)
- 2013: Campo de Flamingos sem Flamingos (Doku., R: André Príncipe)
- 2013: Gambozinos (Kurzfilm, R: João Nicolau)
- 2013: Redemption (Kurzfilm, Doku, R: Miguel Gomes)
- 2013: Rei Inútil (Kurzfilm, R: Telmo Churro)
- 2013: Jewels  (Kurzfilm, auch Regie)
- 2013: Dive: Approach and Exit  (Kurzfilm, auch Regie)
- 2014: False Twins (Kurzfilm, auch Regie)
- 2014: O Velho do Restelo (Kurzfilm, R: Manoel de Oliveira)
- 2015: Volta à Terra (R: João Pedro Plácido)
- 2015: 1001 Nacht-Trilogie: Der Ruhelose, Der Verzweifelte, Der Verzauberte (R: Miguel Gomes)
- 2015: Bunker (Kurzfilm, auch Regie)
- 2015: A Torre (Doku, Kurzfilm, R: Salomé Lamas)
- 2015: Maria do Mar (Kurzfilm, R: João Rosas)
- 2015: The Secret Agent (R: Stan Douglas)
- 2015: John From (R: João Nicolau)
- 2015: Rio Corgo (Doku., R: Sérgio Da Costa, Maya Kosa)
- 2016: Briefe aus dem Krieg (Cartas da Guerra) (R: Ivo Ferreira)
- 2016: Eldorado XXI (Doku., R: Salomé Lamas)
- 2016: À Noite Fazem-se Amigos (Kurzfilm, R: Rita Barbosa)
- 2017: Coup de Grâce (Kurzfilm, R: Salomé Lamas)
- 2017: Mariphasa (auch Regie)
- 2017: Ramiro; R: Manuel Mozos
- 2017: Far from Amazonia (Longe da Amazônia, R: Francisco Carvalho)
- 2018: Extinção (Doku., R: Salomé Lamas)
- 2018: Sara F. (Kurzfilm, R: Miguel Fonseca)
- 2018: Como Fernando Pessoa Salvou Portugal (Kurzfilm, R: Eugène Green)
- 2018: Hotel Império (R: Ivo Ferreira)
- 2018: Il Sogno Mio d'Amore (Doku., Miguel Moraes Cabral, Nathalie Mansoux)
- 2019: Frankie (R: Ira Sachs)
- 2019: Technoboss (R: João Nicolau)
- 2019: Patrick (R: Gonçalo Waddington)
- 2019: Viveiro (Doku., R: Pedro Filipe Marques)
- 2019: O Filme do Bruno Aleixo (R: João Moreira, Pedro Santo)
- 2020: Armour (auch Regie)
- 2020: Nha Mila (Kurzfilm, R: Denise Fernandes)
- 2020: A Terra do Não Retorno (Kurzfilm, R: Patrick Mendes)
- 2023: Pedágio